# 涞阜小片
涞阜小片（根据《中国语言地图集》、《汉语官话方言研究》）是冀鲁官话保唐片的一个分支，分布在河北省中西部和山西广灵。该小片地处山区，与晋语区毗邻。

## 特征
1. /ən, in, uən, yn/ 与 /əŋ, in, uən, yn/ 相混，这当是晋语特点的延伸。
2. 北京话唇音后的 /o/ 读不圆唇的 /ɤ/。